# 格蘭德島國家公園

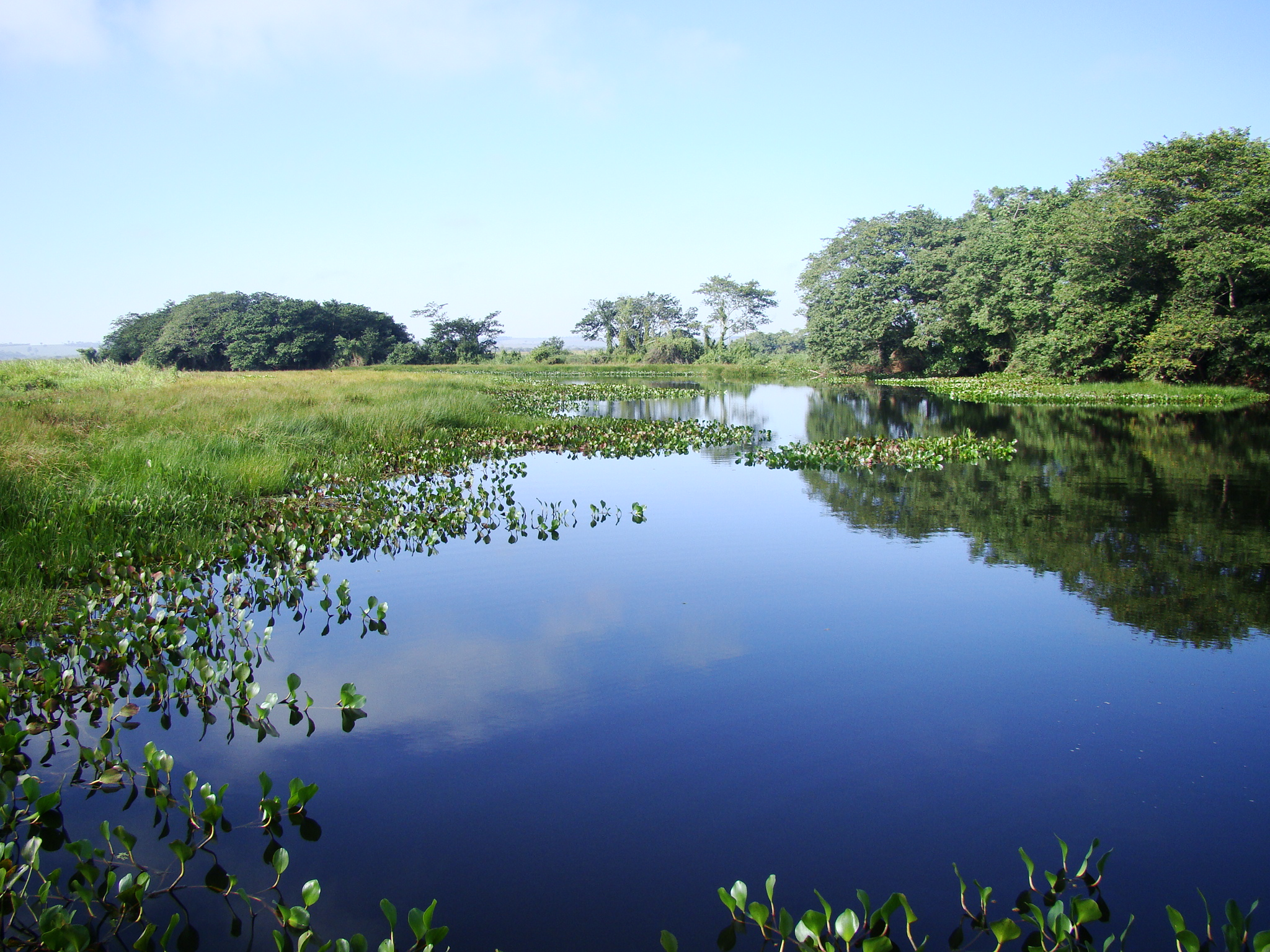

23°24′S 53°49′W / 23.400°S 53.817°W
格蘭德島國家公園（葡萄牙語：Parque Nacional de Ilha Grande），是巴西的國家公園，位於該國南部巴拉那州和馬托格羅索州，成立於1997年9月30日，面積7.6萬公頃，覆蓋巴拉那河上游地區。